# Trzebinia (công xã)
Gmina Trzebinia là một Gmina đô thị-nông thôn (quận hành chính) ở huyện Chrzanów, Voivodeship Ba Lan, ở miền nam Ba Lan. Khu hành chính của nó là thị trấn Trzebinia, nằm khoảng 8 kilômét (5 mi) về phía đông bắc của Chrzanów và 35 km (22 mi) về phía tây của thủ đô khu vực Kraków.
Gmina có diện tích 105,22 kilômét vuông (40,6 dặm vuông Anh), và tính đến năm 2006, tổng dân số của nó là 33.959 (trong đó dân số Trzebinia lên tới 18.769, và dân số của vùng nông thôn của Gmina là 15.190).
Gmina chứa một phần của khu vực được bảo vệ gọi là Công viên Cảnh quan Thung lũng Kraków.

## Làng
Ngoài thị trấn Trzebinia, Gmina Trzebinia chứa các làng và các khu định cư của Bolęcin, Czyżówka, Dulowa, Karniowice, Lgota, Młoszowa, Myślachowice, Pila Kościelecka, Płoki và Psary.

## Gmina lân cận
Gmina Trzebinia tiếp giáp với các Gmina Bukowno và Jaworzno, và các Gmina của Alwernia, Chrzanów, Krzeszowice và Olkusz.